# Eschara papposa
Eschara papposa är en mossdjursart som beskrevs av Alpheus Spring Packard 1867. Eschara papposa ingår i släktet Eschara och familjen Schizoporellidae. Inga underarter finns listade i Catalogue of Life.